# Cal Ripken Jr. Baseball
Cal Ripken Jr. Baseball est un jeu vidéo de baseball sorti en 1992 sur Mega Drive et Super Nintendo. Le jeu a été développé et édité par Mindscape.